# Église Saint-Didier de Neyron
Pour les articles homonymes, voir Église Saint-Didier.
L'église Saint-Didier de Neyron est une église du Xe siècle, remaniée à de multiples occasions depuis sa création (en particulier au XIXe siècle), située dans le quartier de Saint-Didier (ou Neyron Le Haut), à  Neyron, dans l’Ain.
Elle constitue l'unique lieu de culte catholique de Neyron ; elle dépend du groupement paroissial de Miribel, Au sein du diocèse de Belley-Ars dans l'archidiocèse de Lyon.
Elle est dédiée à Didier de Vienne.

## Histoire

### Les premières constructions
La paroisse de Neyron est mentionnée dès le début du IVe siècle ; à la fin du IVe siècle est attestée la présence d'une petite chapelle à l'emplacement actuel de l'église Saint-Didier. L'an 620 voit le retour de la dépouille de Didier de Vienne vers son diocèse ; le cortège serait passer par Neyron (alors écrit Néron), pour y emprunter une embarcation vers sa destination finale,. Peu de temps après ce passage, une nouvelle chapelle fut construite, mais il semble qu'elle fut détruite en 675.

### L'église

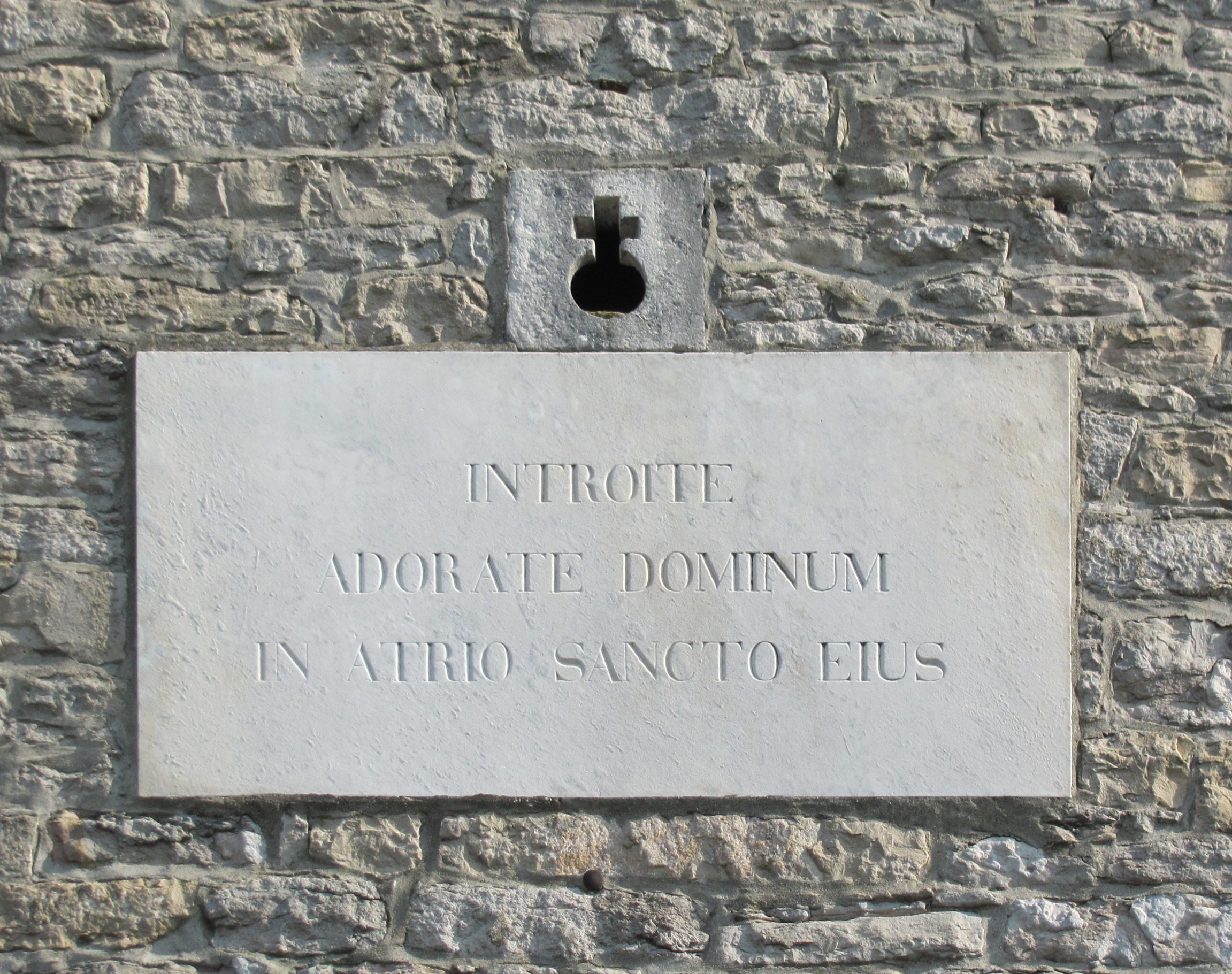
« Introite adorate dominum in atrio sancto eius »
(au-dessus du porche).

L'église actuelle remonterait au Xe siècle ; à partir du XIIIe siècle, il est attesté qu'elle incluait trois autels.
Une chapelle, au Sud de l'édifice et dédiée à Saint Bernard fut construite en 1478 à l'initiative de Perceval de La Balme (ou de La Baulme selon les sources), seigneur de La Balme, écuyer au service de Philippe II de Savoie et possesseur du château de Sermenaz. Il a probablement été inhumé aux environs de l'année 1500 dans cette chapelle. En 1682, Mathieu Gaillat (trésorier général), la fait restaurer et dédier à la Sainte Vierge ; enfin, elle est agrandie en 1828.

## Description

### Extérieur

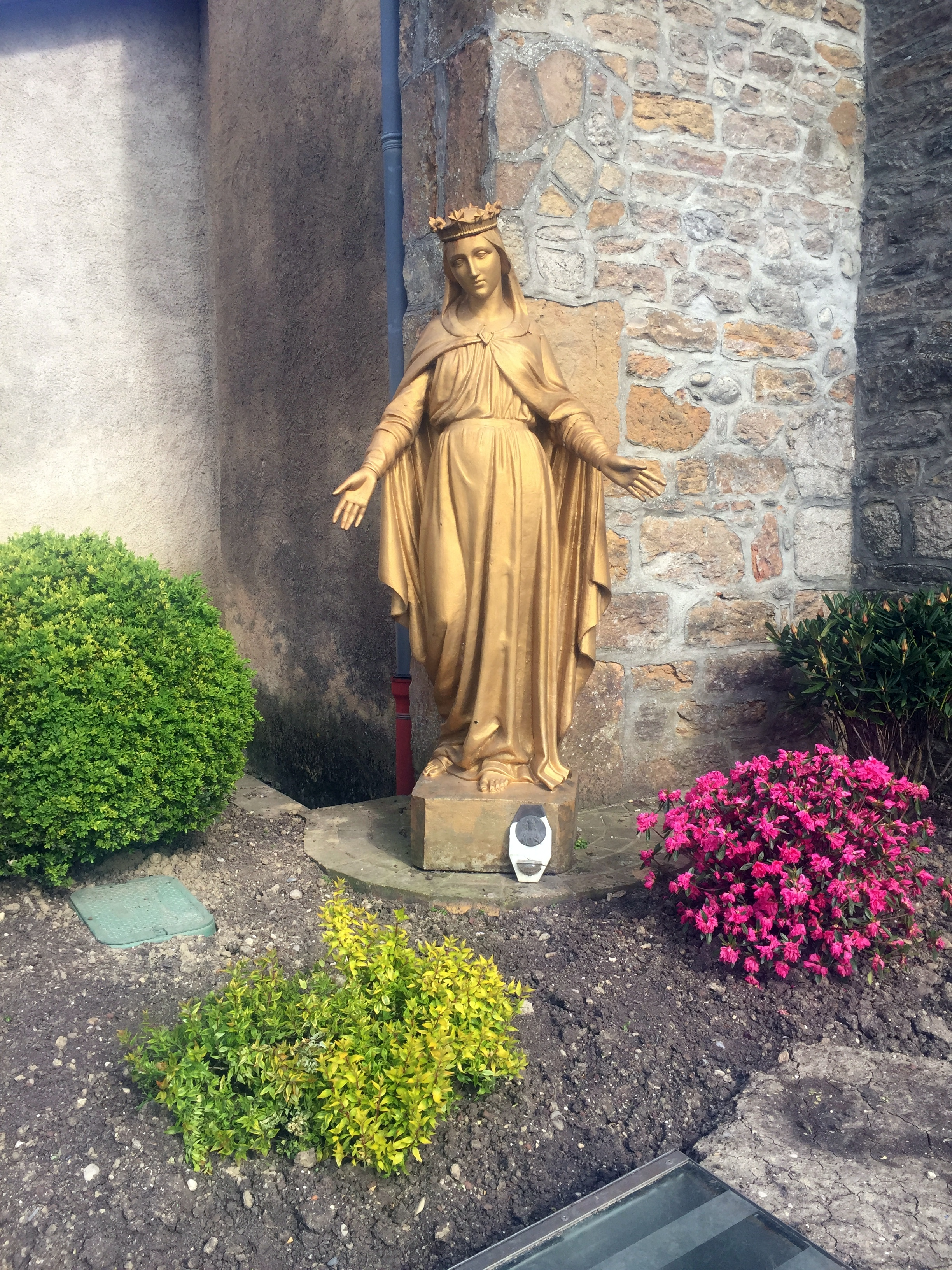
La statue de la Vierge à l'extérieur.

L'église est orientée est-ouest avec un accès via le porche, à l'ouest. L'édifice est construite selon une croix grecque c'est-à-dire que le transept et la nef possèdent la même longueur. Le porche d'accès (façade ouest) est surmonté d'une plaque indiquant « Introite adorate dominum in atrio sancto eius » (« Entrez, adorez le Seigneur dans son temple saint »).
À noter, qu'à l'extérieur se trouve une statue de la Vierge, en métal, d'environ 2 m ; par le passé, elle était accrochée à la façade de l'église.

### Intérieur

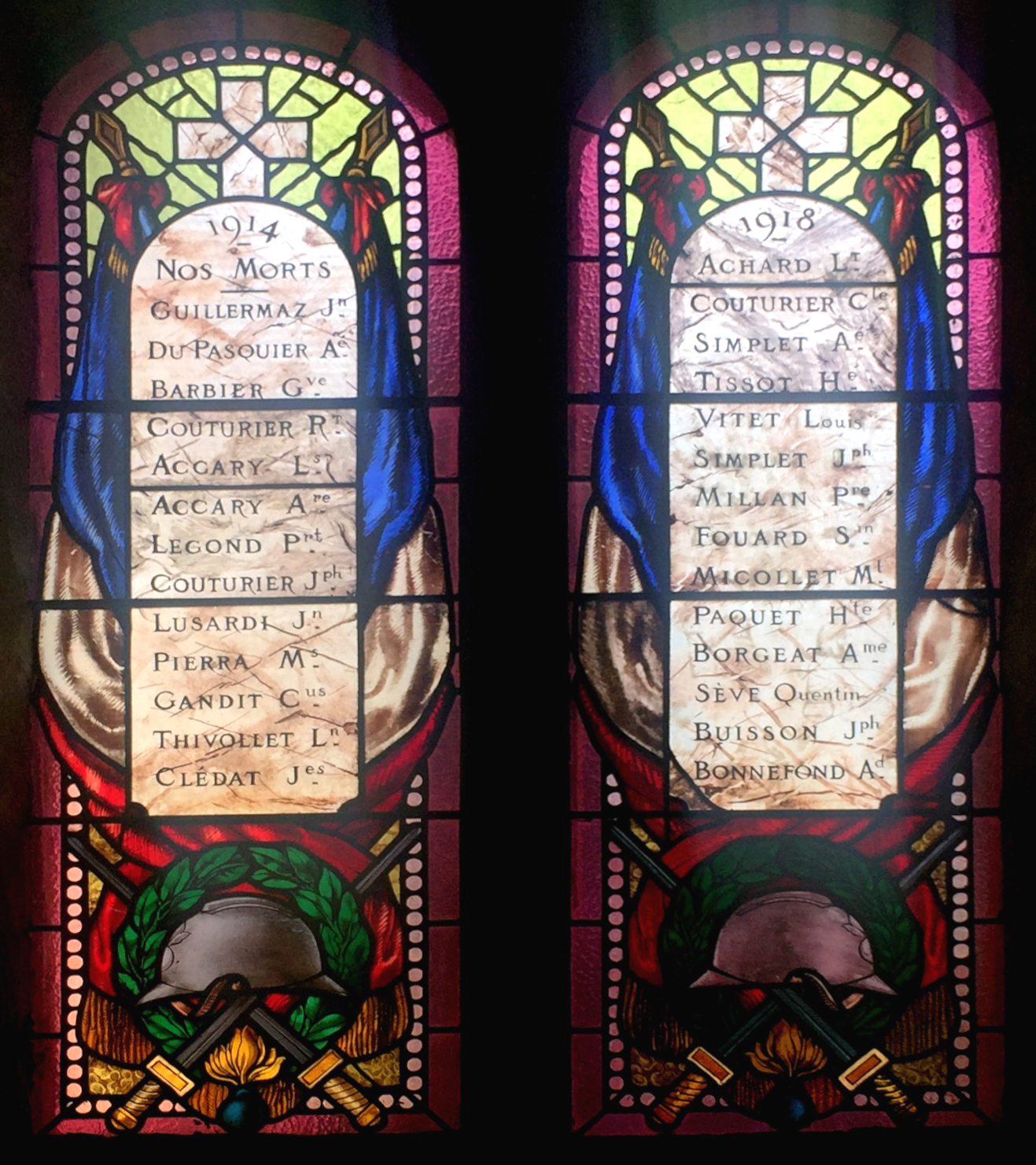
Le vitrail recensant les morts de la Première Guerre mondiale de la commune.

L'intérieur comprend une nef avec une chapelle au sud (dédiée à la Saint Vierge depuis 1682 et précédemment à saint Bernard) et une chapelle au nord (dédiée à saint Nicolas depuis 1916 et précédemment à saint Joseph).
Trois pierres tombales sont recensées à l'intérieur de l'église ; parmi elles :
1. une pierre porte le blason de Perceval de La Balme[a 3] ainsi que la mention « Côtière meam vigilat ». Cette dernière appuie l'hypothèse très vraisemblable que Perceval de La Balme fut inhumé[a 3] dans l'église (vers 1500) ;
2. une seconde pierre tombale inclut la mention « Ici repose le corps de très honorable demoiselle Jeanne Marie Perrodon de Vincent de la Christinière Berthol laquelle décédée à Lyon sur la paroisse de Saint-Nizier le XI d'avril MVCCCXXXVI étant âgée de LXXXVI ans, priez pour son âme »[a 3],[Note 2].

Jeanne Marie Perrodon est une ascendante d'Émile Perrodon, général de division et peintre français, né à Neyron ; d'ailleurs, à gauche de la chapelle de la Vierge (chapelle sud), se trouve une épitaphe évoquant l'épouse de ce dernier : « À la mémoire de Madame Amandine de Bonnevie-Pogniat, épouse chérie de Monsieur Émile Perrodon, capitaine d'artillerie, Chevalier de la Légion d'honneur, décédée à Versailles le XX juillet MDCCCXXXII à l'âge de XX ans »,. Cette dernière est sa première épouse. Il épousera en secondes noces Zoé Dumont de Sainte-Croix en 1837.
Dans la nef, est inscrit sur deux vitraux, la liste des morts de la commune, durant la Première Guerre mondiale. Ils furent réalisés par Pasquier Sarrazin, verrier à Lyon.
L'église compte cinq objets monuments historiques (base Palissy) :
- un tableau représentant La Nativité[6] ;
- un crucifix en bois[7] ;
- trois statues représentant respectivement saint Jean-Baptiste, saint Vincent, saint Nicolas et trois enfants[8].